# A Prince of a King
A Prince of a King è un film muto del 1923 diretto da Albert Austin. La sceneggiatura di Douglas Z. Doty si basa su John of the Woods, storia di Alice Farwell Brown di cui non si conosce la data di pubblicazione.

## Trama
Il duca Roberto avvelena re Lorenzo per insediarsi lui sul trono. Poi, tenta di uccidere anche Gigi, il principe ereditario. Una compagnia di zingari acrobati trova Gigi. Andrea, il capo gitano, lo adotta. Quando il medico di corte ritrova finalmente il principe, Gigi ritorna a regnare e tutti i suoi nemici finiscono puniti.

## Produzione
Il film fu prodotto dalla Z.A. Stegmuller con il titolo di lavorazione Gigi.

## Distribuzione
Il copyright del film fu registrato il 13 ottobre 1923 con il numero LP19542. La Selznick Distributing Corporation lo distribuì nelle sale statunitensi il 13 ottobre 1923. Nei Paesi Bassi, il film uscì l'8 agosto 1924 distribuito dalla HAP Film e in Portogallo, con il titolo Filho de Rei, il 17 agosto 1925.
Non si conoscono copie ancora esistenti della pellicola che viene considerata presumibilmente perduta.